# Masakra na Wałbrzyskiej, czyli zbiór wesołych piosenek o miłości, tolerancji i wzajemnym poszanowaniu
Masakra na Wałbrzyskiej, czyli zbiór wesołych piosenek o miłości, tolerancji i wzajemnym poszanowaniu – to drugi studyjny album zespołu Zacier wydany 15 czerwca 2009 roku nakładem Mystic Production. Płyta nagrana została w Iziphonics Studio z wyjątkiem utworu "Mary Sue", który nagrano w Studio Bezdechy. Wydawnictwo zawiera 14 utworów utrzymanych w konwencji znanej z poprzedniej płyty Konfabulacje ?. Na płycie gościnnie udział wzięli Anna Stępniewska, Kazik, Andrzej Izdebski, Marina Izdebska oraz Gabor Kitzinger. Projekt graficzny okładki wykonał Bartosz Walaszek, autor grafiki Kartonów. Album promowany jest teledyskiem do utworu Kebab w cienkim cieście, który różni się aranżacją od wersji na płycie.

## Lista utworów
| #   | Tytuł                             | Czas |
| --- | --------------------------------- | ---- |
| 1.  | Podpaski                          | 3:23 |
| 2.  | To moja łazienka                  | 2:32 |
| 3.  | Nażarłem się cebuli               | 4:31 |
| 4.  | Złapać Murzyna                    | 3:21 |
| 5.  | Pedały                            | 3:53 |
| 6.  | Kebab w cienkim cieście           | 7:43 |
| 7.  | Aniela                            | 4:44 |
| 8.  | Pieśń o lokalnym patriotyzmie     | 4:16 |
| 9.  | Wirująca teściowa                 | 3:29 |
| 10. | Masakra na Wałbrzyskiej           | 3:58 |
| 11. | To już nie ta prostata            | 4:03 |
| 12. | Schwimmweste                      | 6:28 |
| 13. | Mary Sue                          | 1:55 |
| 14. | Żona przewrotna (Mądrość Syracha) | 8:56 |

## Twórcy

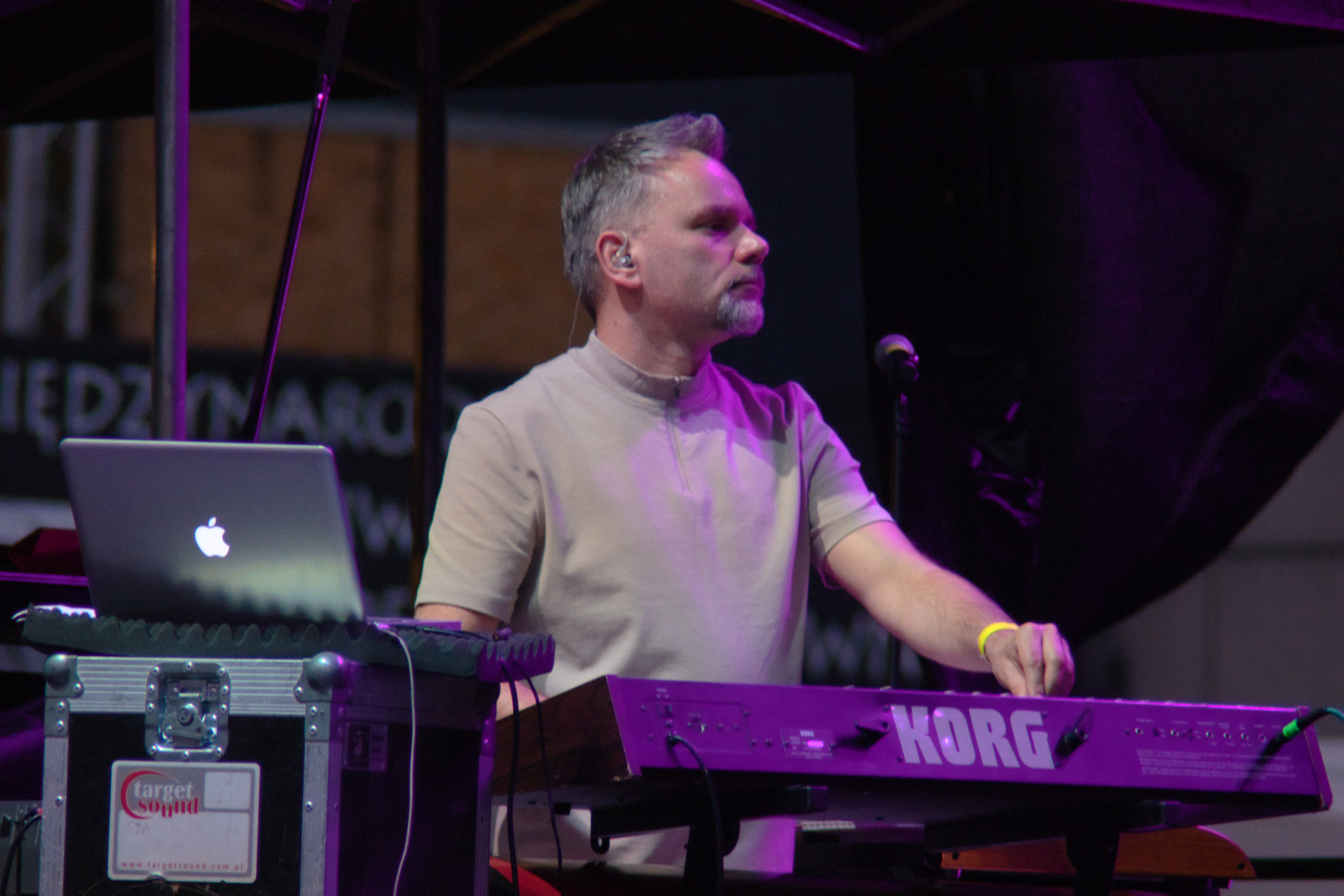
Miłosz Wośko (2019)

- Mirosław Jędras – śpiew, instrumenty klawiszowe (1, 6, 8, 9, 10, 11, 12, 13), akordeon (4)
- Anna Stępniewska – śpiew (1, 4, 7, 12)
- Andrzej Izdebski – chórki, gitara, gitara basowa, instrumenty klawiszowe
- Andrzej ”Dziarski” Matuszczak – gitara (13), solo gitarowe (8, 11)
- Michał Górczyński – klarnet (2, 4, 5, 7)
- Michał Gos – perkusja (1, 2, 4, 5, 7, 10, 11)
- Roman Ślefarski – perkusja (8, 12)
- Kazik – saksofon (14)
- Miłosz Wośko – pianino (7)
- Marcin Sanakiewicz – lektor (5)
- Marina Izdebska – głos rosyjski (9)
- Gabor Kitzinger – głos węgierski (9)

- produkcja: Andrzej Izdebski
- słowa: Mirosław Jędras (z wyjątkiem 14)
- muzyka: Mirosław Jędras, Andrzej Izdebski (14)
- aranżacje: Mirosław Jędras, Andrzej Izdebski
- mastering: Marcin Cichy (Plug Audio)
- realizacja: Andrzej Izdebski
- rysunki: Bartosz Walaszek